# Novoselivka (consejo de la aldea Ananiv)
Novoselivka  (ucraniano: Новоселівка) es una localidad del Raión de Podilsk en el Óblast de Odesa de Ucrania. Según el censo de 2001, tiene una población de 508 habitantes.